# Thurø Sund
Thurø Sund är ett sund i Danmark. Det ligger i Region Syddanmark, i den södra delen av landet mellan Thurø och Tåsinge.